# Семенченко Кузьма Олександрович
Кузьма́ Олекса́ндрович Семе́нченко (нар. 3 липня 1896 — пом. 5 вересня 1965) — радянський військовий діяч, генерал-майор танкових військ, Герой Радянського Союзу.

## Біографія
Народився 3 липня 1896 року в селі Мартинівка Борзенського повіту Чернігівської губернії (нині Ічнянський район Чернігівської області) в селянській родині. Українець. Закінчив 7 класів.

### Військова кар'єра

#### Перша світова війна
Військову службу розпочав у серпні 1915 року, коли був мобілізований до царської армії. Служив у 19-му Сибірському запасному полку в Омську, де став молодшим унтер-офіцером. У травні 1916 року з маршовою командою направлений на фронт у район міста Барановичі. Воював у складі 44-го Сибірського полку 11-ї піхотної дивізії Західного фронту. У грудні 1916 року відряджений до навчальної команди траншейних гармат при штабі 5-ї армії в Ізяславі. По закінченні навчання у січні 1917 року повернувся до 44-го піхотного полку, який вів бої в районі Сморгонь-Крево, вже на посаду командира взводу. В одному з боїв унтер-офіцер Семенченко після поранення командира полку прийняв командування на себе. З початком жовтневих подій у Росії в листопаді 1917 року «самодемобілізувався» — разом з іншими солдатами і унтер-офіцерами полку покинув бойові позиції і подався до села Успенка Павлодарського повіту Омської губернії (нині Павлодарська область Казахстану), куди на той час переселилися його батьки.

#### У Червоній армії
У січні 1918 року приєднався до Павлодарського червоногвардійського загону. В Червоній гвардії пробув недовго — вже в квітні покинув загін і повернувся до села, де зайнявся сільським господарством.
У грудні 1919 року покинув працю хлібороба і подався до партизан. Був зарахований червоноармійцем 12-ї Карасукської роти Славгородського партизанського загону, що воював на Алтаї (пізніше час вступу до партизанського загону був йому зарахований як дата вступу до Червоної армії). Згодом обраний на посаду командира роти. В бойових діях Громадянської війни участі не брав. У лютому 1920 року був зарахований курсантом 4-х піхотних курсів командного складу в Барнаулі, після закінчення яких був призначений на посаду командира взводу 47-го Сибірського запасного полку, що дислокувася у місті Томськ. В березні — червні 1921 року навчався на 8-х повторних кусах комскладу в Омську.
Після закінчення курсів призначений на посаду командира взводу — начальника господарства 9-ї піхотної школи в місті Іркутськ. Командування взводом суміщав з навчанням на курсах комскладу в тій же 9-й піхотній школі. Після закінчення чергових курсів у серпні 1925 року був призначений на посаду курсового командира Омської піхотної школи. З серпня 1930 року — командир кулеметної роти 64-го стрілецького полку в селищі Новоомський, а в жовтні того ж року переведений для проходження служби в Орджонікідзенську піхотну школу на посаду курсового командира (нині місто Владикавказ у Північній Осетії). В листопаді 1930 року був призначений помічником командира, а згодом командиром батальйону 37-го стрілецького полку Північно-Кавказького військового округу.
З 1932 року військова біографія Кузьми Олександровича Семенченка пов'язана з бронетанковими військами РСЧА. З травня по жовтень 1932 року навчався на мотомеханізованих курсах в Ленінграді, після закінчення яких служив на посаді командира і комісара окремого танкового батальйону 4-ї Туркестанської стрілецької дивізії Ленінградського військового округу. З лютого 1936 по січень 1937 року навчався на Академічних курсах технічного удосконалення командного складу при Військовій академії механізації і моторизації РСЧА імені Сталіна в Москві, після закінчення яких знову призначений командиром батальйону 72-ї стрілецької дивізії (колишньої 4-ї Туркестанської), яка на той час входила до складу Київського військового округу і дислокувалася у Вінниці.
У квітні 1938 року полковник Семенченко був призначений на посаду командира 22-ї механізованої бригади Вінницької армійської групи.

### Друга світова війна

#### Вторгнення СРСР до Польщі
26-та танкова бригада полковника Семенченка у складі 228 танків Т-26 брала участь у вторгненні СРСР до Польщі. Ведучи наступ у напрямку на Самбір, до 30 вересня бригада пройшла близько 600 кілометрів, форсувала Збруч, Серет, Стрипу. В ході наступу вела бойові дії проти 14-ї, 2-й, 27-ї піхотних дивізій, 2-й кавалерійської дивізії Війська Польського. Всього бригадою було взято в полон 147 офіцерів і 2009 солдатів, у тому числі і генерал Владислав Андерс — майбутній командувач сформованим у СРСР 2-м Польським корпусом, більш відомим як армія Андерса.
4 листопада 1939 року Кузьмі Семенченку присвоєне військове звання комбриг, а 4 червня 1940-го постановою РНК Союзу РСР — генерал-майор танкових військ. У листопаді того ж року він отримав призначення на посаду командира сформованої 19-ї танкової дивізії 9-го механізованого корпусу Київського ОВО, яка дислокувалася у Рівному в казармах і парку колишньої 36-ї легкотанкової бригади імені Богомолова.

#### Танкова битва під Дубном
О четвертій ранку 22 червня 1941 року дивізія була піднята по бойовій тривозі і вже о 08.30 виступила у напрямку державного кордону з завданням вийти в район Ковеля і о 20.00 23 червня завдати удар в напрямку Турійськ—Верба—Устилуг. Тим часом війська 3-го моторизованого корпусу Вермахту на кінець дня 23 червня вже розсікли оборону радянських військ, просунулися радянською територією вглиб на 20-30 кілометрів і вийшла на «танкову» дорогу Володимир-Волинський — Луцьк. Командувачем 5-ї армії генерал-майором Потаповим було прийняте рішення про зосередження частин 22-го механізованого корпусу в напрямку на Володимир-Волинський, зокрема 19 тд поблизу села Війниця. Наказ був отриманий о 03.30 24 червня — за півгодини пройти близько 50 кілометрів і з ходу вступити в бій було не реально. Тим не менше, під нищівними ударами авіації противника дивізія здійснила 50-кілометровий марш по Володимир-Волинському шосе, в ході якого зі 163 танків було втрачено 118, і маючи всього 45 легких танків Т-26 вступила в зустрічний бій з частинами 14-ї німецької танкової дивізії. У цьому бою Кузьма Семенченко був поранений, але не припинив управління з'єднанням. Залишки дивізії відійшли до Рівного.
1 липня 1941 року 19-та танкова дивізія під командуванням генерала Семенченка брала участь в контрударі в напрямку Дубна, але зазнавши 2 липня удару з флангу від дивізії СС «Адольф Гітлер», була змушена перейти до оборони, відходячи на Схід. Проте, вступивши з ходу в бій з переважаючими силами противника, Семенченко забезпечив вихід частин дивізії з оточення.
Указом Президії Верховної Ради СРСР від 22 липня 1941 року генерал-майору танкових військ Семенченку Кузьмі Олександровичу «за вміле командування танковою дивізією, зразкове виконання бойових завдань командування на фронті боротьби з німецько-фашистськими загарбниками і проявлені при цьому мужність і героїзм» було присвоєно звання Героя Радянського Союзу з врученням ордена Леніна і медалі Золота Зірка.

#### Битва за Київ
У період з 10-го по 14 липня 19-та танкова дивізія завдавала ударів по 113-й піхотній та 25-й моторизованій дивізіям противника на Новоград-Волинському напрямку.
5 липня німці прорвали оборону на ділянці Новоград-Волинського укріпрайону, після чого частини 5-ї армії в ніч з 7-го на 8-ме липня відступити до Коростенського укріпрайону і до ранку 9-го числа зайняли там оборону. До початку серпня 19-та танкова дивізія вела бої в районі Коростенського укріпленого району, але 19 серпня в складі дивізії залишився один танк. Формально 19-та танкова дивізія, яка з честю виконала своє завдання в перші дні і місяці війни, була розформована лише 8 жовтня 1941 року.
Після втрати 19-ї танкової дивізії генерал-майор Семенченко прийняв переформовану 10-ту танкову дивізію 40-ї армії, якою командував до кінця вересня 1941 року. З 20 серпня 10-та танкова дивізія вела оборонні бої в районі Конотопа, прикриваючи правий фланг фронту з півночі. 29 серпня перейшла у наступ у напрямку Шостка—Глухів. У вересні знову вела стримуючі бої на рубежі Спаське—Алтинівка—Атюша на Конотопському напрямку. Після втрати майже всіх танків 10-та танкова дивізія була виведена в тил, в район Харкова, де була розформована 28 вересня 1941 року.
З 22 жовтня 1941 року — начальник автобронетанкових військ, заступник командувача 10-ю армією з танкових питань в Приволзькому військовому окрузі, потім на Західному фронті. Брав участь у битві за Москву і контрнаступі на Тульському напрямку.

#### Командиртанкового корпусу
У квітні 1942 року в Московській області був сформований 5-й танковий корпус. 19 квітня його командиром призначений генерал-майор Семенченко. Після формування корпусу і короткого навчального періоду корпус включено до складу Західного фронту.
Перебуваючи в оперативному підпорядкуванні командувача 20-ю армією, корпус протягом кількох місяців вів затяжні бої на Ржевсько-Вяземському напрямку в районі Ржева і Сичовки. Командуючи танковим корпусом, К. О. Семенченко, як зазначалося в бойовій характеристиці, «…показав себе бойовим, сміливим і ініціативним командиром. Володіє великим досвідом керівництва оперативно-тактичними з'єднаннями бронетанкових і механізованих військ». За вміле керівництво частинами і з'єднаннями корпусу при прориві ворожої оборони в ході серпневого наступу, проявлені при цьому мужність і самовідданість нагороджений орденом Червоного Прапора.
З 30 грудня 1942 року генерал-майор Семенченко у розпорядженні штабу Західного фронту, з січня 1943 року — командувач Костеревскім військовим танковим табором. У вересні 1944 року поступив до Вищої військової академії імені К. Є. Ворошилова. Після закінчення академії з березня 1945 року перебував у розпорядженні командувача бронетанковими і механізованими військами Червоної армії, потім — командувача 2-го Прибалтійського фронту.

### Завершення кар'єри
Після війни, у жовтні 1945 року, призначений на посаду командувача бронетанковими і механізованими військами Ленінградського військового округу, яку займав до серпня 1946 року. З серпня по листопад 1946-го — заступник командувача Закавказького військового округу з БТіМВ. З листопада 1946 року виведений в розпорядження командувача бронетанковими і механізованими військами ЗС СРСР і у березні 1947 року звільнений в запас.
Після звільнення з лав Збройних Сил Кузьма Олександрович Семенченко мешкав у Тбілісі. Помер 5 вересня 1965 року.

## Нагороди
- Медаль «Золота Зірка» Героя Радянського Союзу (№ 514, 22.07.1941)
- Два ордени Леніна (22.07.1941, 21.02.1945)
- Орден Червоного прапора (03.11.1944)
- Орден Вітчизняної війни 1-й ступеня (15.12.1943)